# 東海道線 (名古屋地區)
東海道線（日语：／ Tōkaidō sen */?）（名古屋地區）指的是由東海旅客鐵道（JR東海）管轄的東海道本線中包括名古屋都市圈在內愛知縣豐橋市豐橋站至滋賀縣米原市米原站的路段，本词条介绍这一路段的详细情况。

大垣站 - 南荒尾信号站 - 美浓赤坂站之间的支线请参见美浓赤坂线。

大垣站 - 南荒尾信号站 - （新垂井） - 关原站之间的支线请参见新垂井线。

南荒尾信号站 - 垂井站 - 关原站之间的下行线，请参阅垂井线。

## 概要
该地区的东海道线，以名古屋市（名古屋市区的中心）为中心，自北向南穿过爱知县，向东经过爱知县的三河地区延伸至丰桥市，向西从爱知县的西尾张经过岐阜县的岐阜地区和西浓地区延伸至滋贺县的湖东地区。
在丰桥站-名古屋站-岐阜站之间，该线路与名古屋铁道（名铁）的名古屋本线竞争。 为了与名古屋本线竞争，该线路上运营着许多快速列车，如特别快速列车和新快速列车。 在 JR的前身日本国有铁道（JNR）时代，日本战后经济奇迹时期，该路段的列车基本上以长距离列车为主，地域性的普通通勤列车每小时只有一到两班列车，因此时刻表很少考虑到该地区的城际交通。 然而，随着日本国有铁道的亏损膨胀，主要重点从长距离运输转向了城际运输，在国铁私有化之后，这段线路也得到了改善，注重提供大都市周边的近郊运输服务。

## 停車站的變遷
(1) 1972年3月15日改點
開始毎小時1班運行快速列車。

(2) 1986年11月1日改點
國鐵最後的大規模时刻表修订。快速列車2班化。

(3) 1991年3月16日改點
1989年3月設定新快速，翌年開始于豐橋－大垣间運行。

(4) 1999年12月4日改點
設定特別快速、武豐線直通的區間快速。

(5) 現行時刻表

## 运行形态
| 种类＼车站 | 丰橋 | …   | 冈崎 | 冈崎 | …   | 大府 | 大府 | …   | 岐阜 | 岐阜 | …   | 大垣 | 大垣     | …        | 米原     |
| ---------- | ---- | --- | ---- | ---- | --- | ---- | ---- | --- | ---- | ---- | --- | ---- | -------- | -------- | -------- |
| 新快速     | 2班  | 2班 | 2班  | 2班  | 2班 | 2班  | 2班  | 2班 | 2班  | 2班  | 2班 | 2班  |          |          |          |
| 快速       | 2本  | 2本 | 2本  | 2本  | 2本 | 2本  | 2本  | 2本 | 2本  | 2本  | 2本 | 2本  | [ 注 1 ] | [ 注 1 ] | [ 注 1 ] |
| 普通       | 2班  | 2班 | 2班  | 2班  | 2班 | 2班  | 2班  | 2班 | 2班  |      |     |      | 2班      | 2班      | 2班      |
| 普通       |      |     | 1班  |      |     |      |      |     |      |      |     |      |          |          |          |
| 普通       |      |     |      |      |     | 1班  |      |     |      |      |     |      |          |          |          |

以下是 2016 年 3 月 26 日时刻表修订后，丰桥站至米原站之间的运行模式详情。
以名古屋为中心，从丰桥站到大垣站之间，快速列车只在部分车站停靠，而普通列车则在每个车站停靠，形成了一个模式化的时刻表。快速列车在 1999 年 12 月 4 日修订时被分为四类：特别快速、新快速、快速和区间快速。 此外，名古屋站以西（岐阜一侧）还运营有特急列车。
白天时段的时刻表以 15 分钟为周期，每小时各有两班新快速列车和两班快速列车，每小时有四班普通列车，下行（岐阜、大垣方向）的快速列车每小时分别在 0、15、30 和 45 分从名古屋站出发。除清晨以及少量傍晚和夜间列车外，无论何时，大部分普通列车都是 4 节车厢编组的短列车。 在早晨和傍晚，则运营最快的快速列车：特别快速，以及直通武丰线的区间快速列车。每种快速列车在名古屋以东的停车站数量相差约一、两个车站。在清晨和深夜，有些班次会在中途站进行种别更改。列车可快速运行的区间为丰桥站至岐阜站之间，在岐阜站 - 大垣站 - 米原站之间，所有快速列车都停靠每个的车站。并且在岐阜站和大垣站之间，原则上只运行新快速列车、快速列车、区间快速列车和特别快速列车，早晚也会有一些普通列车。
在冈崎站、刈谷站、名古屋站和岐阜站，快速列车和普通列车之间可以进行缓急接续。 在早晨、傍晚和夜间，有时会在蒲郡站和尾张一宫站进行接续。
在大垣站和米原站之间，白天时段只有普通列车会在这个区间折返往复运行，均在大垣站接续快速列车。考虑到前往岐阜和名古屋的通勤客流，早、晚、夜间都有从垂井町、关原町和米原市开往名古屋方向的快速列车直通；考虑到周末及节假日，近畿地区和东海地区之间的购物客流和相互往来（例如从名古屋站和岐阜站前往大津站、京都站和大阪站），直通列车开行的时间段比平日更长。此外，列车在米原站还与 JR 西日本东海道线京阪神方向（琵琶湖线、JR京都线和 JR神户线）的新快速列车和普通列车接续。
从静冈地区的浜松方向到丰桥站，运行系统基本处于分割状态。 在丰桥站，开往名古屋方向的列车与开往浜松方向的列车之间的接续，由于运行间隔不同，候车时间长短不一。 有些列车也会在早晚直通至浜松站。 只有下行的普通列车，会自浜松以东的挂川、静冈方向直通开往丰桥以西的名古屋方向（见下文）。

### 优等列车与长距离列车
日间运行的特急列车方面，在名古屋站以西（岐阜一侧），有自歧阜站直通进入高山本线的特急“飞騨”，每天运行10 个往返；特急“白鹭”会从米原站直通进入北陆本线，每天运行8个往返。 其中一班特急"飞騨"，会在岐阜站进行编组的联结或解挂，名古屋站始发的车辆和大阪站始发的车辆以此方式分离或共同运行。从名古屋站出发的 特急"白鹭"和特急"飞騨"号列车分别在米原站和岐阜站进行换向，因此这两种特急列车在北陆本线和高山本线的运行方向会相反。虽然列车通常不在名古屋站（丰桥一侧）以东运行，但在临时特急列车或急行列车运行时，可能会在特别快速的停车站停车。
至于夜间运行的特急列车，目前有一列夜间特快卧铺列车 "Sunrise 出云・濑户"会经由本线行驶，但不在丰桥站和米原站之间停靠。 过去，卧铺特快列车曾停靠丰桥站、名古屋站和岐阜站，但自 2009 年 3 月 19 日修订时刻表后，寝台特急“富士”和“隼”停运之后，就再也没有这样的列车停靠了。 此外，往返于东京站和大垣站之间的快速 "月光长良"作为临时列车，主要在学校长假和重大连假期间运营，但在 2020 年 3 月 29 日从大垣站始发后将不再运营，并宣布将于 2021 年 1 月 22 日结束运营。

### HomeLiner
Home_Liner是在早晚高峰时段运行的指定席（预留座位）列车。在 1988 年 3 月的时刻表修订中，在名古屋站和大垣站之间设置了 "HomeLiner NAGARE"（「ホームライナーながら」），这是东海道线名古屋地区的首条 "HomeLiner"。1989 年 3 月 11 日，该列车还在名古屋站以东（和以南）运行。2003 年 10 月 1 日修订时刻表时，平日时刻表中包括往返冈崎站和丰桥站的列车在内，共有早上5班和晚上7班。自 2008 年起，列车数量不断减少，2013 年 3 月 16 日起，名古屋站与丰桥站之间的该列车停运，其余列车仅在工作日开行。2016 年 3 月 25 日之后，开往关原的 1 号和 3 号列车运行区间缩短至大垣，"HomeLiner关原"的昵称也随之消失。
在目前的时刻表中，共有四班列车运行，分别是早上从大垣开往名古屋的“Homeliner大垣”2号和4号，以及晚上从名古屋开往大垣的“Homeliner大垣”1号和3号。 停靠站点为西岐阜站以外的白天时段快速列车的停靠站点，与 2013 年 3 月 15 日之前运营的丰桥站至名古屋站之间的日间 新快速列车几乎相同。
车辆使用的是平时担当特急“白鹭”的隶属于西日本旅客铁道（JR 西日本）金泽综合车辆所的681 系列车（0番台、原北越急行的2000番台）。 这些列车上有绿色车厢，乘客也可以购买绿车票来代替整理券。 过去还使用过 485 系列车、Kiha 85 系柴油列车、373 系列车和 683 系列车（2000番台，原北越急行 8000 番台）。

### 特别快速
它是在 1999 年 12 月 4 日的时刻表修订中新设立的列车类型，停靠站点少于下文所述的新快速列车。列车种别表示颜色为黄色。与新快速列车的不同之处在于它经过大府站。基本上，它与直通武丰线的区间快速列车（见下文）一起运行，会通过区间快速列车停靠的大府站和共和站，以做到旅客输送的远近分离。
该列车主要在高峰时段运行，但平日和周末的运行时间略有不同。平日上午下行方向每小时有 3-4 班列车，平日晚间上行方向每小时有 2-3 班列车（班次设定与新快速穿插开行，两种列车加起来每 10-15 分钟会一有班），平日夜间下行方向每小时有 2 班列车（同样与新快速穿插开行），周末和节假日的早上傍晚和晚上大约也有 2 班列车（与新快速穿插开行，加起来15分钟一班）。 基本运行区间是在大垣站和丰桥站之间，但也有一些列车会在米原站和滨松站始发终到。
原则上使用 313 系列车（0番台或 5000番台），但有时也使用 311 系列车。使用 6节车厢或 8节车厢编组运行，但随着 2016 年 3 月 26 日时刻表的修订，包括新快速列车和快速列车在内的 8 节车厢编组快速列车的数量大幅增加。

### 新快速
这种列车是 1989 年 3 月 11 日国有铁道私有化后新推出的一种特别的快速列车，而不是普通的快速列车。列车种别表示颜色为橙色。这种列车与快速列车的基本区别在于它经过共和站。
该列车开行之初，只在白天于蒲郡站、冈崎站 - 大垣站之间运行，1990 年 3 月 10 日运行区间扩大为丰桥站和大垣站之间，且在岐阜站和大垣站之间不设停车站（途经西岐阜站和穗积站，这两个站现在是停车站），在名古屋站和大垣站之间的停车站与特急 "白鹭"相同。
自 1999 年 12 月 4 日修订后，列车几乎全天运行，直至目前的时刻表。 基本上每小时运行两班，白天时段与快速列车交替运行，早上、傍晚和夜间与特别快速列车交替运行。 运行区间与特别快速列车几乎相同。 有些列车会在幸田站和三河三谷站停车，这主要是在工作日的傍晚之后的班次。周末及节假日的部分班次也会在三河大冢站停车（仅限去往丰桥方向的班次）。2001 年 10 月 1 日至 2006 年 9 月 30 日期间，白天每小时有一班列车直达滨松站。
在引入 313 系之前，311 系列车专门用于新快速的运行，但现在原则上使用 313 系列车（白天主要使用 5000 番台，但在高峰时段也经常使用 0 番台和 1100 番台）。以前一直以来，平日里以六节车厢列车为基本编组，而平日的早晚高峰和周末及节假日的部分日间班次则采用八节车厢编组运行，但随着 2016 年 3 月 26 日的时刻表修订，采用八节车厢编组的班次（包括特别快速和快速）数量大幅增加，目前包括白天时段的班次在内的大部分班次都采用八节车厢编组运行。

### 快速
只在主要车站停靠。列车种别表示颜色为蓝色。
目前运行的快速列车源于 1971 年设定的列车，1972年3月时刻表修订的情况而言，所有列车均停靠丰桥站、蒲郡站、冈崎站、安城站、刈谷站、大府站、名古屋站、尾张一宫站、岐阜站和大垣站，部分列车停靠三河三谷站、共和站、热田站、穗积站和稻泽站（丰桥站以东和大垣站以西，列车停靠各站）。后来，在 1978 年 10 月的时刻表修订中，停车站被统一，所有列车都在上述所有车站停靠。 1986 年 11 月开始开行现行的区间快速列车（见下文）时，丰桥站和大垣站之间的快速运行的列车会通过稻泽站，但从 1989 年 3 月起，情况发生了逆转，往返于丰桥站和大垣站之间的快速列车的部分班次（每小时一班）在稻泽站停车。 随着东海道线金山站的启用，金山站被列入停车站，热田站则不再做为快速列车的停车站。 此外，到 1999 年 12 月 3 日为止，每小时有一班列车直达滨松站。
自 1999 年 12 月 4 日修订时刻表后，列车还新增了西岐阜站停靠站，自修订时刻表至现行时刻表，主要在白天时段每小时有两班列车，在三河三谷站和幸田站交替停车。 夜间的上行和工作日早高峰的部分时间段也有该列车运行。 自 2020 年 3 月 14 日修订时刻表后，与新的快速列车一样，只有一班平日傍晚的下行列车同时停靠三河三谷站和幸田站。 在 2017 年 3 月 4 日的时刻表修订中，周六和节假日晚间的上行只设定了一班直达滨松站的列车。 平日高峰时段，日间时段快速列车经过的稻泽站，部分列车此时会在这站停车，夜间下行方向（18点时段、19点时段从名古屋出发），这班停稻泽站的快速列车（金山始发开往米原） 和新快速、特别快速加起来，这三种列车每10分钟会有一班。 与特别快速列车和新快速列车一样，使用的是 313系5000 番台（部分列车为 0 番台），列车以 6 节车厢编组或 8 节车厢编组运行，但在 2016 年 3 月 26 日的时刻表修订中，许多列车都改为 8 节车厢编组。

### 区间快速
区间快速列车，其中一部分班次只在东海道本线内运行，另一部分班次则直通武丰线。列车种别表示颜色为绿色。
仅东海道本线内运行的列车只在早晨和深夜运行，在冈崎 - 名古屋 - 岐阜之间的快速列车停车站（稻泽站除外）停车，在滨松 - 冈崎之间以及岐阜 - 米原之间的每个车站停车。 自 1986 年 11 月 1 日日本国铁最后一次修订时刻表起，就出现了这种停靠模式的列车，但在 1999 年 12 月 4 日修订时刻表之前，这些列车被简单地称为 "快速"。 上述快速列车使用蓝色的方向幕标示种别，而这种快速列车使用绿色的方向幕以示区别，被称为 "绿色快速列车"。 自投入运营至 1991 年 3 月 16 日修订时刻表前，该列车白天每小时运行一次，但之后只在早晨、傍晚和夜间运行。 在丰桥站和冈崎站之间，该区间快速列车在夜间取代了普通列车；在 2006 年 10 月 1 日改版之前，还有平日早晨停靠大高站和笠寺站的下行列车，以及早上从静冈站出发，在共和站之前的各站停车的下行列车。
与特别快速列车、新快速列车和快速列车一样，使用的是313系5000番台车辆（部分班次使用0番台、1000番台和1100番台），但也有使用311系的。
从 1999 年 12 月 4 日修订的时刻表开始，在特别快速列车的运行时间内，在名古屋站和大府站之间设置了直通武丰线的区间快速列车。这不仅是为了方便从武丰线各站前往名古屋的乘客，也是对通过大府站和共和站不停车的特别快速列车的补充。一般每小时有两班列车。 需要注意的是，在武丰线内，列车在每个车站都会停靠；直到 2018 年 3 月 11 日，还有一班单人运行的武丰线内区间快速列车。武丰线上的这些直通列车基本上由 311 系或 313 系（0、1000 和 1100 番台）的四节车厢编组列车运行。 自 1999 年以来，武丰线上的列车编组从未超过 6 节车厢编组。

### 普通
会在每个车站停车的列车。
白天时段，每小时有四班车运行。 不过，丰桥站 - 冈崎站 - 小布站之间的运行间隔时间较长。另外，大垣站和米原站之间，每小时也有两班列车往返运行。 在岐阜站和大垣站之间，快速列车在大部分时间取代了普通列车的角色，普通列车只在清晨和傍晚（接近一天列车开行时间段的开始和结束）运行，但在 1999 年 12 月 3 日之前，该路段每小时有四班普通列车。
一部分班次会开往静冈地区的滨松站，自滨松站以东也有直通列车开来：从静冈站于早上始发的一班车，从菊川站于早上始发的一班车（这两班车均开往岐阜站），上午和下午各有一班车往返于挂川站。自 2015 年 3 月 14 日时刻表修订后，从大垣站出发的八节车厢列车在大府站会切割或联结编组，一部分是开往滨松的列车（前方四节车厢），另一部分是直通武丰线的列车（后方四节车厢），仅在工作日这样运行。
到1999年12月3日为止，JR东海管辖范围内的东海道本线的全区间，有一班自米原站始发开往热海站的列车（将JR东海管辖范围一次行驶完），到2010年3月12日为止，岐阜到静冈有一班于夜间发车的列车。 在 2016 年 3 月 26 日的时刻表修订之前，大垣站和米原站之间还分别有三班清晨运行的直通列车（大垣始发）和三班深夜运行（大垣终到）的直通列车，直通来往于JR西日本管辖范围内的京都和大阪方向。 自 2004 年 10 月 16 日起，这些列车由 JR 西日本所属的 221系和 223系列车运行，自 2010 年 12 月 1 日起，由 225系列车（与 223系共用）运行，在同一区段运行四节车厢编组或六节车厢编组的列车。
直到 2006 年 9 月 30 日，从名古屋始发开往冈崎的第一班上行列车（只在工作日运行）只在大府站和冈崎站之间的刈谷站和安城站停靠，虽然与新快速列车和快速列车在同一站点停靠，但依旧被视为普通列车。 随着 10 月 1 日的修订，该列车改为每日运行，且在所有车站停靠，并将运行区间扩大至丰桥。
至于与武丰线直通的列车，平日早晚的上行有两班直通（大垣发和名古屋发各一班，如上所述，大垣的一班与开往滨松的一班列车联结共同运行，直到大府为止），三班下行列车（开往岐阜的三班，其中一班在名古屋站之前为区间快速列车）、周末和节假日有两班下行列车（开往岐阜的两班）（截至 2015 年 3 月 14 日）。
虽然名古屋站和岐阜站之间的停靠站点比名铁名古屋本线的μ-SKY、快速特急和特急列车要多，但运行时间基本持平，而且往往更短。 如果下行列车比快速列车早四分钟从丰桥站出发，那么下行列车就会在丰桥站西侧的西小坂井站等待快速列车通过。
列车主要由四节车厢编组的列车运行，但在高峰时段也有六节车厢编组和八节车厢编组的列车运行[注 12]，直到 2013 年 3 月 15 日，清晨和深夜也有两节车厢的列车运行。

## 使用車輛
本节介绍普通列车和一般快速列车使用的车辆。 有关 "Homeliner"使用的车辆，请参阅上文；有关优等列车（白鹭、飞騨、Sunrise 出云・濑户）使用的车辆，请参阅各列车的相关章节。在 "月光长亮"成为临时列车后，名古屋地区东海道本线的普通列车和快速列车的数量最多为 8节车厢编组（直到 2022 年 3 月，中央本线在高峰时段还能看到 10节车厢编组的列车）。 东海道本线的寝台特急"Sunrise 出云・濑户"有 14 节车厢编组，特急"飞騨 "在高峰期最多有 10 节车厢编组，特急"白鹭 "常年为 6 节编组）。虽然没有 9 节车厢以上的定期运行的普通列车或快速列车，但由于特急列车和准急列车等长途列车曾在东京站 - 名古屋站、大阪站至九州等地行驶并停靠、大垣夜行列车及其后续列车“月光长良”的停靠，因此大多数车站的站台长度至少可供11 节车厢停车。自 2022 年 3 月修订时刻表以来，只有少数只运行在东海道本线，不直通武丰线的列车使用四节车厢编组，基本上都使用了六节车厢或八节车厢编组。

### 现在使用的车辆
311系
该系列车辆于 1989 年 3 月开始运行在本线，在 313 系列问世之前一直专门用于新快速列车。目前，它主要用于普通列车和高峰时段的部分快速列车，也与 313 系的 0、300、1000、1100、3000 和 5300 番台列车联结共同运行。运用范围为滨松站 - 米原站。1999年12月时刻表修订后，还曾经用于特别快速列车的运行。 20 世纪 90 年代初，直通JR 西日本管辖范围内的北陆本线，去往长滨站的临时快速 "Nice Holiday 近江路 "（ナイスホリデー近江路）也使用了这种列车运行。
313系
1999年7月起开始使用的车辆，先上线运行的是4节车厢编组的0番台和2节车厢编组的300番台，2006年乘车舒适度有所改善的5000番台（6节车厢编组）登场，2011年4节车厢编组的1100番台登场。现在各种快速和普通列车都有使用该型车运营。除 5000 番台外，它们都与 311 系车辆联结共同运行。除了配属于大垣车区的车辆，自 2015 年 3 月起，还使用了部分配属于神领车辆区的车辆，主要用于与武丰线直通的班次使用。部分车辆有设计为可供单人运转，但在东海道线上运行的列车会配备列车长。从 2022 年 3 月起，从神领车辆区调来的三节车厢编组的车辆（1500、1600 和 1700番台）也开始使用，但在东海道线上，这些列车由独立运行变为两列联结而成的六节车厢编组运行。
315系
从 2024 年 3 月起，在大垣站和大府站之间开始运行有四节车厢编组的 3000 番台车辆，主要是与武丰线直通的区间快速列车使用；从 2026 财政年度起，计划在大垣以西使用该型号列车进行单人运行的车辆开行。

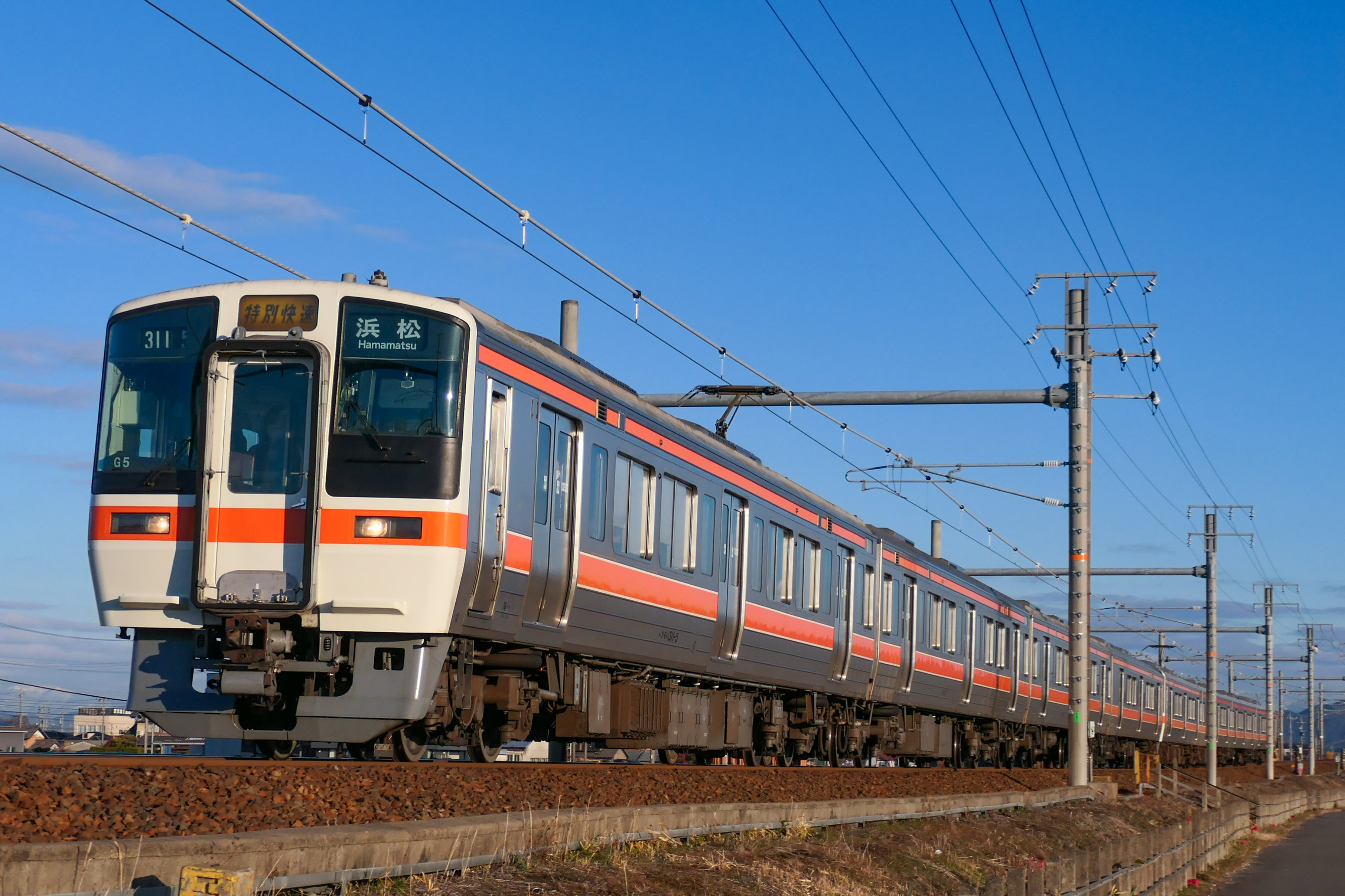
311系
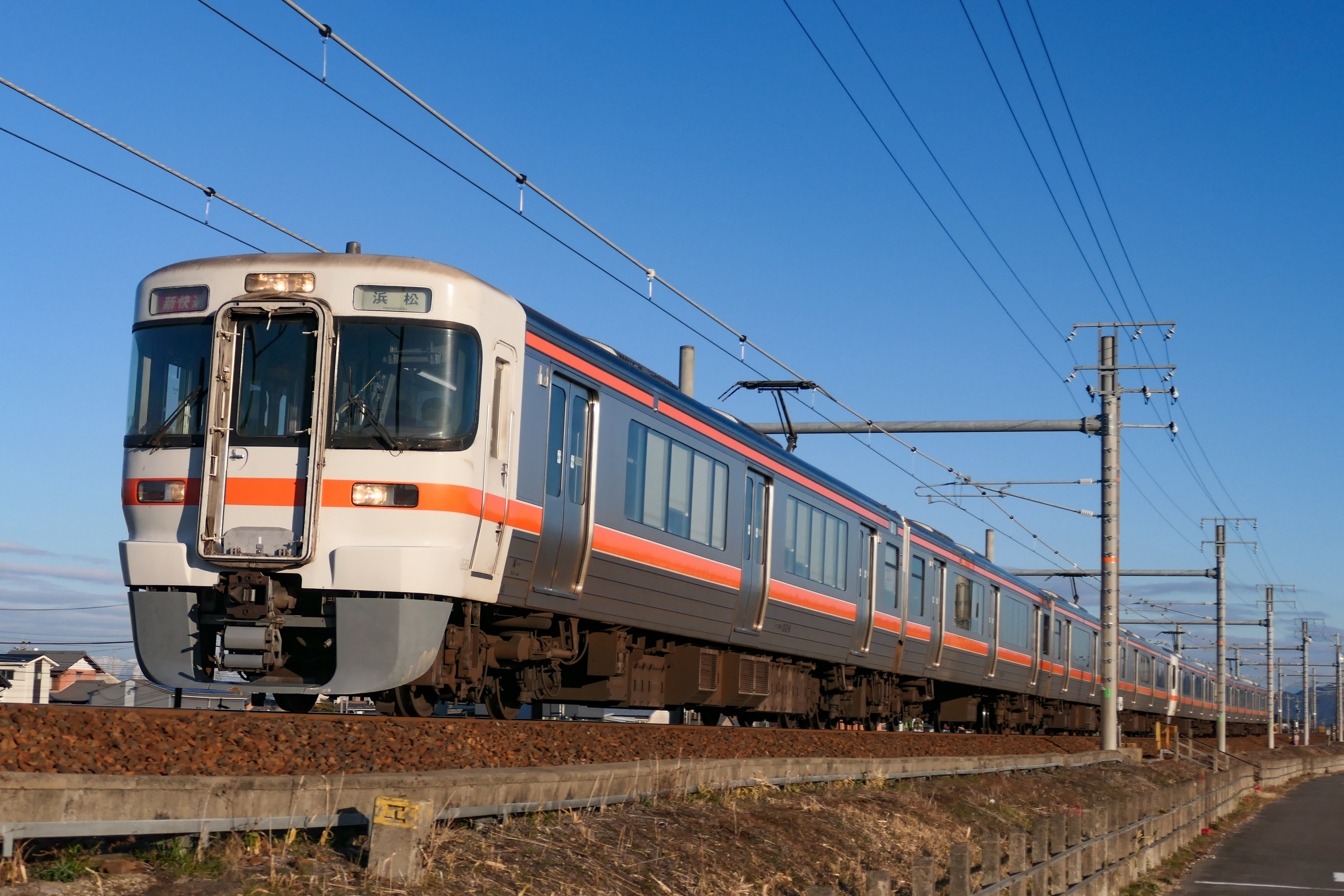
313系
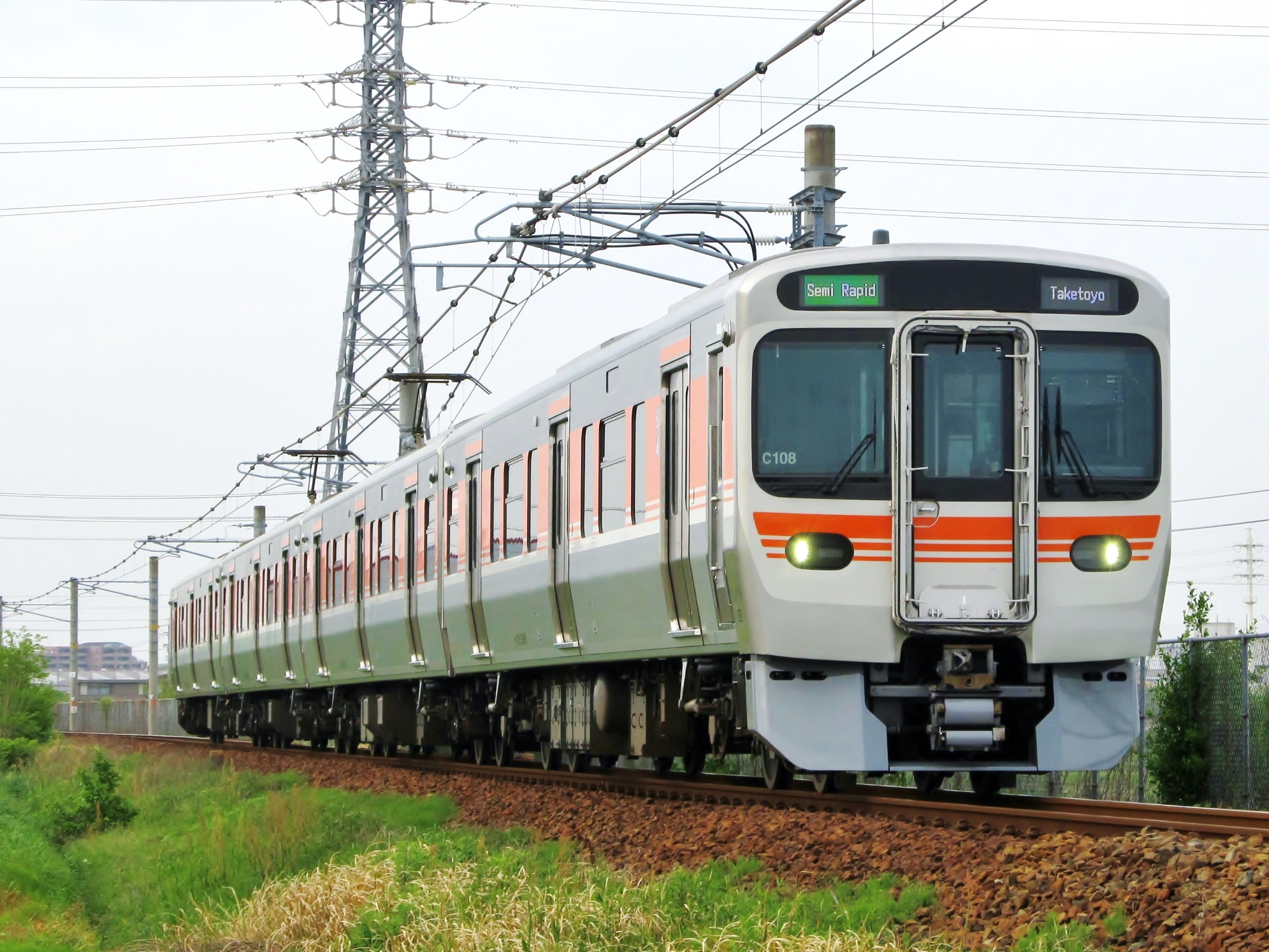
直通武丰线的315系担当的区间快速

## 路線資料
- 管轄、路線距離（營業距離）
  - 東海旅客鐵道（第一種鐵道事業者）
    - 豐橋－米原 152.3公里（金山－名古屋有3.3公里與中央本線並行）[注 9]
    - 大垣－（新垂井（日语：新垂井駅））－關原 13.8公里（下行專用的坡度緩和線[19][注 10]通稱：新垂井線）
      - 除西日本旅客鐵道（JR西日本）近畿統括本部（日语：西日本旅客鉄道近畿統括本部）管轄米原站附近外，由JR東海東海鉄道事業本部（日语：東海旅客鉄道東海鉄道事業本部）管轄

  - 日本貨物鐵道（第二種鐵道事業）：路段與東海旅客鐵道相同
- 軌距：1067毫米
- 站數：43個（內有1個貨物專用站）
- 複線路段
  - 四線：名古屋－稻澤
  - 複線：豐橋－名古屋、稻澤－米原[注 9]
  - 單線：南荒尾信號場－（新垂井）－關原[注 10]
- 電氣化路段：全線（直流1500V）
- 閉塞方式：自動閉塞式
- 保安裝置：ATS-PT（只限米原站構內ATS-P（編碼器方式））
- 運轉指令所（日语：運転指令所）：東海綜合指令所（日语：東海総合指令所）

- 最高速度：
  - 豐橋－米原 120公里/小時
  - 南荒尾信號場－垂井－關原（垂井線） 85公里/小時
- IC乘車卡對應路段：豐橋－關原（TOICA地域）[20]
- 2020年度的混杂率：下行 93%（热田站→名古屋站 7:46-8:46）、上行 85%（枇杷岛站→名古屋站 7:45-8:45）[21]

## 車站列表
此一節顯示豐橋－米原段的設置站（包括貨物站）與營業距離、接續路線、停車列車的列表，包括過去曾存在的接續路線。而廢止車站、信號場參見「東海道本線#廢站」。
- 東海道本線的營業距離起點為東京站，但一併記載東海旅客鐵道管轄地域的起點熱海站起的營業距離。
- （貨）：貨物專用站、：特定都區市內制度下「名古屋市內」車站
- 停靠站
  - 普通：停靠所有客運車站
  - 快速（各種）、Home Liner：●所有列車停靠、▲一部分列車停靠、△只限周末、假日一部分列車停靠、｜所有列車通過
    - 區間快速、新快速、特別快速在豐橋站以東（濱松站方向）停靠所有客運車站

  - 特急（飛驒、白鷺、信濃）、臨時快速（月光長良）：參見列車條目。而寢台特急在本表的路段沒有停靠站
- 接續路線：若有站名不同則以⇒顯示站名。此外JR東海的資料上沒有「琵琶湖線」的名稱。
- 车站编号是顺着静冈地区的车站编号接续往下排的。

| 車站編號 | 中文站名           | 日文站名 | 英文站名 | 站間營業距離 | 累計營業距離 | 累計營業距離 | 停靠站   | 停靠站 | 停靠站 | 停靠站   | 停靠站     | 接續路線、備註 | 所在地        | 所在地        | 所在地        |
| 車站編號 | 中文站名           | 日文站名 | 英文站名 | 站間營業距離 | 熱海起計     | 東京起計     | 區間快速 | 快速   | 新快速 | 特別快速 | Home Liner | 接續路線、備註 | 所在地        | 所在地        | 所在地        |
| -------- | ------------------ | -------- | -------- | ------------ | ------------ | ------------ | -------- | ------ | ------ | -------- | ---------- | --- | ------------- | ------------- | ------------- |
| CA42     | 豐橋               |          |          | -            | 189.0        | 293.6        | ●        | ●      | ●      | ●        |            | 東海旅客鐵道： 東海道新幹線、 東海道本線〈濱松方向〉、 飯田線（CD00） 名古屋鐵道： 名古屋本線（NH01） 豐橋鐵道：■ 渥美線 ⇒新豐橋（1） 豐橋鐵道：■ 東田本線 ⇒站前（1）                                                                                            | 愛知縣        | 豐橋市        | 豐橋市        |
| CA43     | 西小坂井           |          |          | 4.8          | 193.8        | 298.4        | ●        | ｜     | ｜     | ｜       |            | | 愛知縣        | 豐川市        | 豐川市        |
| CA44     | 愛知御津           |          |          | 3.7          | 197.5        | 302.1        | ●        | ｜     | ｜     | ｜       |            | | 愛知縣        | 豐川市        | 豐川市        |
| CA45     | 三河大塚           |          |          | 3.1          | 200.6        | 305.2        | ●        | ｜     | △      | ｜       |            | | 愛知縣        | 蒲郡市        | 蒲郡市        |
| CA46     | 三河三谷           |          |          | 3.1          | 203.7        | 308.3        | ●        | ▲      | ▲      | ｜       |            | | 愛知縣        | 蒲郡市        | 蒲郡市        |
| CA47     | 蒲郡               |          |          | 2.3          | 206.0        | 310.6        | ●        | ●      | ●      | ●        |            | 名古屋鐵道： 蒲郡線（GN22） | 愛知縣        | 蒲郡市        | 蒲郡市        |
| CA48     | 三河鹽津           |          |          | 2.3          | 208.3        | 312.9        | ●        | ｜     | ｜     | ｜       |            | 名古屋鐵道： 蒲郡線 ⇒蒲郡競艇場前（GN21） | 愛知縣        | 蒲郡市        | 蒲郡市        |
| CA49     | 三根               |          |          | 2.6          | 210.9        | 315.5        | ●        | ｜     | ｜     | ｜       |            | | 愛知縣        | 額田郡 幸田町 | 額田郡 幸田町 |
| CA50     | 幸田               |          |          | 3.0          | 213.9        | 318.5        | ●        | ▲      | ▲      | ▲        |            | | 愛知縣        | 額田郡 幸田町 | 額田郡 幸田町 |
| CA51     | 相見               |          |          | 3.1          | 217.0        | 321.6        | ●        | ｜     | ｜     | ｜       |            | | 愛知縣        | 額田郡 幸田町 | 額田郡 幸田町 |
| CA52     | 岡崎               |          |          | 4.3          | 221.3        | 325.9        | ●        | ●      | ●      | ●        |            | 愛知環狀鐵道：■ 愛知環狀鐵道線（01） | 愛知縣        | 岡崎市        | 岡崎市        |
| CA53     | 西岡崎             |          |          | 4.2          | 225.5        | 330.1        | ｜       | ｜     | ｜     | ｜       |            | | 愛知縣        | 岡崎市        | 岡崎市        |
| CA54     | 安城               |          |          | 3.6          | 229.1        | 333.7        | ●        | ●      | ●      | ●        |            | | 愛知縣        | 安城市        | 安城市        |
| CA55     | 三河安城           |          |          | 2.6          | 231.7        | 336.3        | ｜       | ｜     | ｜     | ｜       |            | 東海旅客鐵道： 東海道新幹線 | 愛知縣        | 安城市        | 安城市        |
| CA56     | 東刈谷             |          |          | 1.8          | 233.5        | 338.1        | ｜       | ｜     | ｜     | ｜       |            | | 愛知縣        | 刈谷市        | 刈谷市        |
| CA57     | 野田新町           |          |          | 1.6          | 235.1        | 339.7        | ｜       | ｜     | ｜     | ｜       |            | | 愛知縣        | 刈谷市        | 刈谷市        |
| CA58     | 刈谷               |          |          | 1.9          | 237.0        | 341.6        | ●        | ●      | ●      | ●        |            | 名古屋鐵道： 三河線（MU02） | 愛知縣        | 刈谷市        | 刈谷市        |
| CA59     | 逢妻               |          |          | 1.9          | 238.9        | 343.5        | ｜       | ｜     | ｜     | ｜       |            | | 愛知縣        | 刈谷市        | 刈谷市        |
| CA60     | 大府               |          |          | 3.0          | 241.9        | 346.5        | ●        | ●      | ●      | ｜       |            | 東海旅客鐵道： 武豐線（CE00） | 愛知縣        | 大府市        | 大府市        |
| CA61     | 共和               |          |          | 3.0          | 244.9        | 349.5        | ●        | ●      | ｜     | ｜       |            | | 愛知縣        | 大府市        | 大府市        |
| CA62     | 南大高             |          |          | 2.3          | 247.2        | 351.8        | ｜       | ｜     | ｜     | ｜       |            | | 愛知縣        | 名古屋市      | 綠區          |
| CA63     | 大高               |          |          | 1.8          | 249.0        | 353.6        | ｜       | ｜     | ｜     | ｜       |            | | 愛知縣        | 名古屋市      | 綠區          |
| CA64     | 笠寺               |          |          | 3.2          | 252.2        | 356.8        | ｜       | ｜     | ｜     | ｜       |            | 名古屋臨海鐵道：東港線（貨物線） | 愛知縣        | 名古屋市      | 南區          |
| CA65     | 熱田               |          |          | 4.0          | 256.2        | 360.8        | ｜       | ｜     | ｜     | ｜       |            | | 愛知縣        | 名古屋市      | 熱田區        |
| CA66     | 金山               |          |          | 1.9          | 258.1        | 362.7        | ●        | ●      | ●      | ●        |            | 東海旅客鐵道： 中央本線（CF01） 名古屋鐵道： 名古屋本線（NH34） 名古屋市營地下鐵： 名城線（M01）、 名港線（E01） | 愛知縣        | 名古屋市      | 中區          |
| CA67     | 尾頭橋             |          |          | 0.9          | 259.0        | 363.6        | ｜       | ｜     | ｜     | ｜       |            | （中央本線不在此設站） | 愛知縣        | 名古屋市      | 中川區        |
| CA68     | 名古屋             |          |          | 2.4          | 261.4        | 366.0        | ●        | ●      | ●      | ●        | ●          | 東海旅客鐵道： 東海道新幹線、 中央本線（CF00）、 關西本線（CJ00） 名古屋市營地下鐵： 東山線（H08）、 櫻通線（S02） 名古屋臨海高速鐵道：●AN 西名古屋港線（青波線）（AN01） 名古屋鐵道： 名古屋本線 ⇒名鐵名古屋（NH36） 近畿日本鐵道： 名古屋線 ⇒近鐵名古屋（E01） | 愛知縣        | 名古屋市      | 中村區        |
| CA69     | 枇杷島             |          |          | 4.0          | 265.4        | 370.0        | ｜       | ｜     | ｜     | ｜       | ｜         | 東海交通事業：■ 城北線 | 愛知縣        | 清須市        | 清須市        |
|          | 五條川信號場       |          | /        | -            | 267.4        | 372.0        | ｜       | ｜     | ｜     | ｜       | ｜         | | 愛知縣        | 清須市        | 清須市        |
| CA70     | 清洲               |          |          | 3.8          | 269.2        | 373.8        | ｜       | ｜     | ｜     | ｜       | ｜         | | 愛知縣        | 稻澤市        | 稻澤市        |
| CA71     | 稻澤               |          |          | 3.3          | 272.5        | 377.1        | ｜       | ▲      | ｜     | ｜       | ｜         | | 愛知縣        | 稻澤市        | 稻澤市        |
| CA72     | 尾張一宮           |          |          | 6.0          | 278.5        | 383.1        | ●        | ●      | ●      | ●        | ●          | 名古屋鐵道： 名古屋本線、 尾西線 ⇒名鐵一宮（NH50） | 愛知縣        | 一宮市        | 一宮市        |
| CA73     | 木曾川             |          |          | 5.5          | 284.0        | 388.6        | ｜       | ｜     | ｜     | ｜       | ｜         | | 愛知縣        | 一宮市        | 一宮市        |
| CA74     | 岐阜               |          |          | 7.7          | 291.7        | 396.3        | ●        | ●      | ●      | ●        | ●          | 東海旅客鐵道： 高山本線（CG00） 名古屋鐵道： 名古屋本線、 各務原線 ⇒名鐵岐阜（NH60） | 岐阜縣        | 岐阜市        | 岐阜市        |
| CA75     | 西岐阜             |          |          | 3.2          | 294.9        | 399.5        | ●        | ●      | ●      | ●        | ｜         | | 岐阜縣        | 岐阜市        | 岐阜市        |
|          | （貨）岐阜貨物總站 |          | /        | 1.2          | 296.1        | 400.7        | ｜       | ｜     | ｜     | ｜       | ｜         | | 岐阜縣        | 岐阜市        | 岐阜市        |
| CA76     | 穗積               |          |          | 1.6          | 297.7        | 402.3        | ●        | ●      | ●      | ●        | ●          | | 岐阜縣        | 瑞穗市        | 瑞穗市        |
| CA77     | 大垣               |          |          | 7.7          | 305.4        | 410.0        | ●        | ●      | ●      | ●        | ●          | 東海旅客鐵道：■ 美濃赤坂線 養老鐵道：■ 養老線 樽見鐵道：■ 樽見線 | 岐阜縣        | 大垣市        | 大垣市        |
|          | 南荒尾信號場       |          | /        | -            | 308.5        | 413.1        | ｜       | ｜     | ｜     | ｜       |            | （與美濃赤坂線、下行迂回線〈新垂井線〉的分岐點） | 岐阜縣        | 大垣市        | 大垣市        |
| CA78     | 垂井               |          |          | 8.1          | 313.5        | 418.1        | ●        | ●      | ●      | ●        |            | | 岐阜縣        | 不破郡 垂井町 | 不破郡 垂井町 |
| CA79     | 關原               |          |          | 5.7          | 319.2        | 423.8        | ●        | ●      | ●      | ●        |            | （與迂回線〈新垂井線〉的合流點） | 岐阜縣        | 不破郡 關原町 | 不破郡 關原町 |
| CA80     | 柏原               |          |          | 7.1          | 326.3        | 430.9        | ●        | ●      | ●      | ●        |            | | 滋賀縣 米原市 | 滋賀縣 米原市 | 滋賀縣 米原市 |
| CA81     | 近江長岡           |          |          | 4.3          | 330.6        | 435.2        | ●        | ●      | ●      | ●        |            | | 滋賀縣 米原市 | 滋賀縣 米原市 | 滋賀縣 米原市 |
| CA82     | 醒井               |          |          | 4.6          | 335.2        | 439.8        | ●        | ●      | ●      | ●        |            | | 滋賀縣 米原市 | 滋賀縣 米原市 | 滋賀縣 米原市 |
| CA83     | 米原               |          |          | 6.1          | 341.3        | 445.9        | ●        | ●      | ●      | ●        |            | 東海旅客鐵道： 東海道新幹線 西日本旅客鐵道： 東海道本線、 北陸本線（JR-A12） 近江鐵道：■ 本線 | 滋賀縣 米原市 | 滋賀縣 米原市 | 滋賀縣 米原市 |

## 來源
1. ↑  『JR時刻表』2016年4月号、交通新聞社。
2. ↑  『JR時刻表』2013年3月号、交通新聞社。
3. ↑  『JR時刻表』2012年3月号、交通新聞社。
4. ↑   (PDF) (新闻稿). 東海旅客鉄道: 2. 2021-01-22  [2021-01-22]. （原始内容 (PDF)存档于2021-01-22） （日语）.
5. ↑  . 共同通信社. 2021-01-22  [2021-01-22]. （原始内容存档于2021-02-28）.
6. 1 2 3  . 鉄道ピクトリアル (電気車研究会). 2004-06, (747): 16–19.
7. ↑  『JR時刻表』1989年7月号、弘済出版社。
8. ↑  平成25年3月ダイヤ改正について - 東海旅客鉄道ニュースリリース、2012年12月21日付、2012年12月23日閲覧。PDF
9. ↑  . 鉄道ファン railf.jp. 交友社. 2013-03-16  [2013-03-17]. （原始内容存档于2022-02-03）.
10. ↑  . 鉄道ジャーナル (鉄道ジャーナル社). 2007-01, (483): 62–71.
11. ↑  『国鉄監修 交通公社の時刻表』1978年10月号、日本交通公社
12. ↑  『国鉄監修 交通公社の時刻表』1978年10月号、日本交通公社
13. ↑  『国鉄監修 交通公社の時刻表』1986年11月号、日本交通公社
14. ↑  『JR時刻表』1989年3月号、弘済出版社。
15. ↑  . 鉄道ジャーナル (鉄道ジャーナル社). 1986-10, (238): 79–82.
16. ↑  徳田耕一「JR東海名古屋都市圏輸送 運転の興味」『鉄道ピクトリアル』2000年8月号、電気車研究会、p.52。
17. ↑  . 鉄道ファン・railf.jp. 交友社. 2024-03-16  [2024-03-28]. （原始内容存档于2024-03-29） （日语）.
18. ↑  . 東海旅客鉄道株式会社. 2024-06-06  [2024-06-28]. （原始内容存档于2024-06-09）.
19. 1 2  国土交通省鉄道局監修 令和2年度『鉄道要覧』、東海旅客鉄道株式会社 東海道線 電気車研究会・鉄道図書刊行会、p.36
20. ↑  . 東海旅客鉄道.   [2012-06-15]. （原始内容存档于2012-12-08）.
21. ↑   (PDF). 国土交通省: 1. 2021-07-09  [2021-08-24]. （原始内容存档 (PDF)于2020-10-04）.

## 關連項目
- 名古屋本線
- 名鐵特急

## 外部連結
- JR東海路線圖PDF